# Маркуссен, Йёрген
Йёрген Маркуссен (дат. Jørgen Marcussen; род. 15 мая 1950, в городе Хиллерёд, Дания) — датский профессиональный шоссейный велогонщик в 1976–1988 годах. Участник летних Олимпийских игр 1972 года. Спортивный директор велокоманд в 2001-2010 годах.

## Достижения
1967
3-й  Чемпионат Дании — Индивидуальная гонка (юниоры)
1970
1-й  Чемпион Дании — Командная гонка с раздельным стартом (любители)
1973
1-й Gran Premio Ezio del Rosso 
3-й Чемпионат Дании — Командная гонка с раздельным стартом (любители)
1974
2-й Гран-при Наций (любители) 
2-й Чемпионат Дании — Индивидуальная гонка (любители)
1975
1-й  Чемпион Дании — Индивидуальная гонка (любители)
1-й Гран-при Вильгельма Телля — Генеральная классификация
1-й — Этап 6
1976
3-й Трофей Бараччи 
1977
3-й Гран-при Наций 
1978
2-й Circuit de Wallonie 
3-й  Чемпионат мира — Групповая гонка (профессионалы)
1980
1-й — Этап 5 (ИГ) Джиро д’Италия
3-й Джиро дель Эмилия 
8-й Чемпионат мира — Групповая гонка
1981
4-й Вуэльта Испании — Генеральная классификация
1986
1-й Трофей Маттеотти 
1-й — Этап 4 Тур Дании
1987
2-й Чемпионат Дании — Групповая гонка
1988
2-й Трофей Маттеотти 

### Гранд-туры
| Гранд-тур                 | 1976 | 1977 | 1978 | 1979 | 1980 | 1981 | 1982 |
| ------------------------- | ---- | ---- | ---- | ---- | ---- | ---- | ---- |
| Джиро д’Италия            | 37   | 88   | —    | —    | 33   | 17   | 32   |
| Тур де Франс              | —    | —    | —    | НФ   | —    | —    | —    |
| (c 2010 ) Вуэльта Испании | —    | —    | —    | —    | —    | 4    | —    |

| —  | Не участвовал  |
| НФ | Не финишировал |